# Kháng nguyên đặc hiệu tuyến tiền liệt
Kháng nguyên đặc hiệu tuyến tiền liệt (tiếng Anh: prostate-specific antigen (PSA)) là một glycoprotein được mã hóa bởi gen KLK3 (Kallikrein-3), được tiết ra bởi các tế bào biểu mô của tuyến tiền liệt. Ở đàn ông trong trường hợp bình thường có một lượng PSA nhỏ trong máu.

## PSA test
Ở giai đoạn đầu bệnh nhân mắc bệnh ung thư tuyến tiền liệt thường không có những triệu chứng rõ ràng. Xét nghiệm PSA cho phép chỉ ra các vấn đề của tuyến tiền liệt để có phương pháp điều trị kịp thời. Đây là xét nghiệm đo mức kháng nguyên đặc hiệu với tuyến tiền liệt (PSA) trong máu. Đối với nam giới lớn tuổi, tuyến tiền liệt to ra và lượng PSA cũng tăng cao. Lượng lớn PSA trong máu qua PSA Test cho thấy tuyến tiền liệt có vấn đề, nhưng không nhất thiết là ung thư. PSA tăng cao có thể do phì đại nhiếp tuyến, viêm tuyến tiền liệt và ít phổ biến hơn là ung thư tuyến tiền liệt.
Mức PSA ở các độ tuổi khác nhau của nam giới phương Tây
| Tuổi  | PSA huyết thanh (ng/ml) trung bình | PSA huyết thanh (ng/ml) trên giới hạn bình thường |
| ----- | ---------------------------------- | ------------------------------------------------- |
| 40-49 | 0.65                               | 2.0                                               |
| 50-59 | 0.85                               | 3.0                                               |
| 60-69 | 1.39                               | 4.0                                               |
| 70-79 | 1.64                               | 5.5                                               |

Xác suất ung thư tuyến tiền liệt khi PSA trong máu cao
| Tuổi  | Nam giới có mức PSA trên 4.0 | Trong số đó, nam giới có thể có ung thư |
| ----- | ---------------------------- | --------------------------------------- |
| 50-60 | 5/100                        | 1-2 người                               |
| 60-70 | 15/100                       | 3-5 người                               |
| >70   | 27/100                       | 9 người                                 |

Phát hiện sớm bệnh ung thư tuyến tiền liệt khi mới xuất hiện thì cơ hội chữa khỏi cao hơn, hạn chế tình trạng bệnh di căn và những biến chứng xấu có thể xảy ra. Tuy nhiên những nghiên cứu gần đây cho biết PSA test không chính sác, vẫn tồn tại nguy cơ mắc ung thư tuyến tiền liệt mặc dù PSA ở mức bình thường.